# Bolitophila collarti
Bolitophila collarti is een muggensoort uit de familie van de Bolitophilidae. De wetenschappelijke naam van de soort is voor het eerst geldig gepubliceerd in 1943 door Tollet.